# Horno de aire caliente

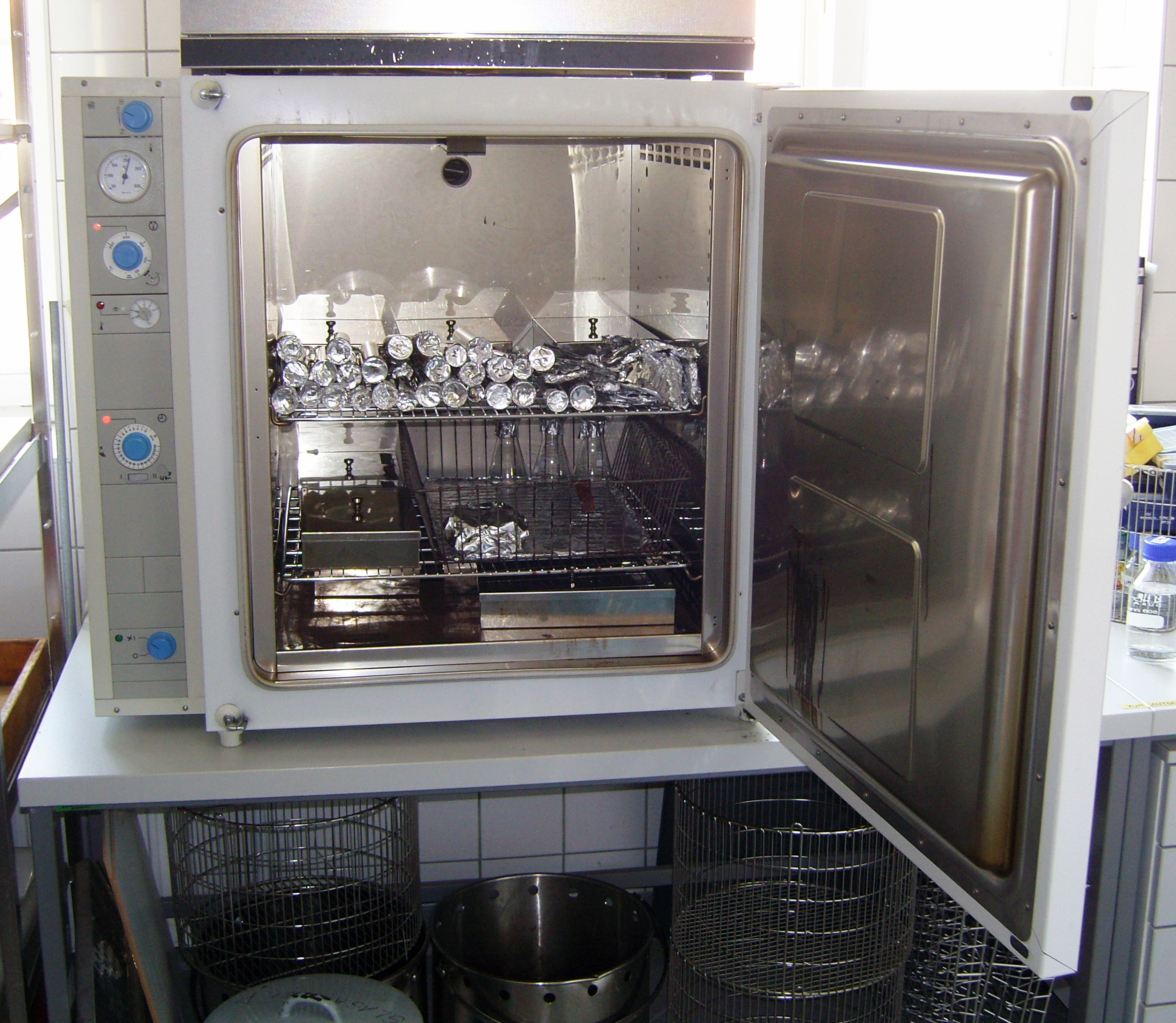
Horno de esterilización

Los hornos de aire caliente, también llamados hornos de calor seco, son dispositivos eléctricos utilizados para esterilización que forman parte del equipamiento de laboratorio. El horno utiliza calor seco para esterilizar los objetos que se introducen en él. En general, pueden funcionar con temperaturas comprendidas entre 50 y 300 °C (de 122 a 572 °F).

## Estructura
Posee un termostato que controla la temperatura mediante un control digital. Su aislamiento térmico es de doble pared para mantener el calor y ahorrar energía: la capa interna posee una conductividad térmica baja, y su capa exterior es metálica. También hay un espacio lleno de aire entre ambas capas como refuerzo del aislamiento.
La circulación de aire interior está ayudada por un  ventilador que contribuye a la distribución uniforme del calor. Los hornos de aire caliente están equipados con bandejas de malla metálica de acero inoxidable, de altura ajustable, y suelen tener un interruptor de encendido/apagado, así como indicadores y controles de temperatura y de tiempo de funcionamiento. La capacidad de estos hornos es variable. Las necesidades de alimentación eléctrica varían en cada país, dependiendo del voltaje y la frecuencia (hertzios) de la corriente eléctrica utilizada. Cintas sensibles a la temperatura u otros dispositivos indicadores como los que utilizan  esporas bacterianas se pueden usar como controles, para comprobar la eficacia del dispositivo en cada ciclo.

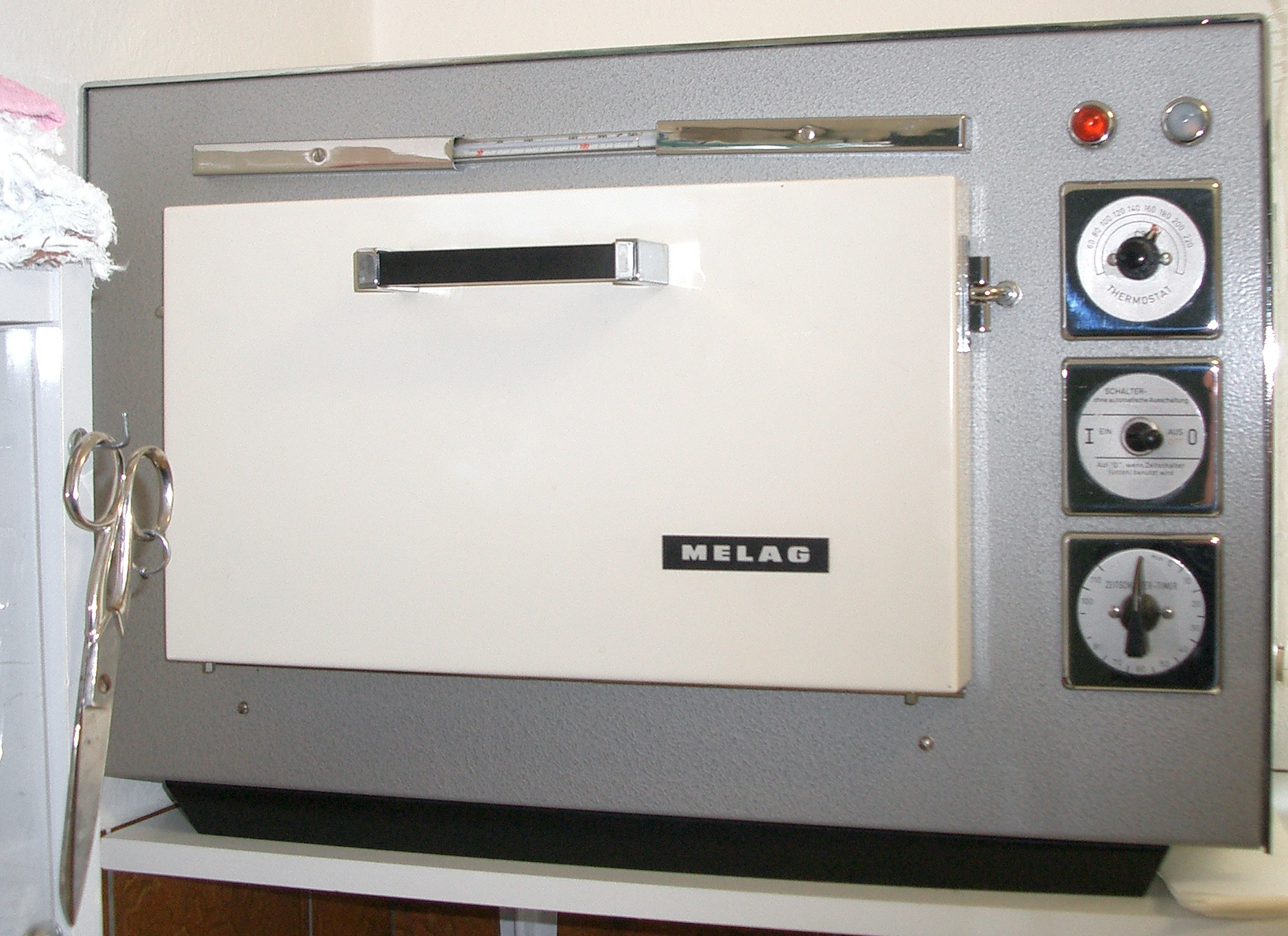
Esterilizador de calor seco

## Ventajas y desventajas
A diferencia de un autoclave, estos hornos no necesitan agua y tampoco deben resistir  presiones elevadas, haciéndolos más seguros para trabajar. Esto también los hace más aptos para ser utilizados en un entorno de laboratorio. Son mucho más pequeños que los autoclaves, pero su eficacia puede ser similar. Generalmente funcionan con temperaturas más altas, en comparación con otros medios. El calor seco no permite eliminar algunas sustancias como los priones, que sí pueden eliminarse con calor húmedo.  La OMS ha definido los métodos de esterilización que sirven para destruir el prion en tejidos u objetos infectados:
- Sumergirlo en una solución de urea 8 molar durante una hora.
- Solución de sulfododecilsulfato al 10% durante 10 minutos a 80 °C.
- Solución acuosa de fenol al 90%.
- Hidróxido de sodio 1 normal: 40 g por litro durante media hora a 20 °C.
- Esterilización por calor húmedo a 134 °C durante 20 minutos.
- Ultrafiltración mediante sistemas de porosidad inferior a 7 nanómetros (diámetro de la proteína priónica).
- Ningún otro método sirve para la esterilización, como no sea la cremación en horno.

Así, no surten ningún efecto los sistemas siguientes:
- Alcohol a 96%.
- Formol a cualquier dilución.
- Rayos ultravioleta. El HIV se inactiva a 165 joules/m². 42.000 joules/m² solo desactivan el 37% de las moléculas priónicas.
- Radiaciones ionizantes: para inactivar el 37% de los priones se necesitan 10.000 gray.
- Oxiacetileno.
- Aldehídos como el glutaraldehído.
- Batapropiolactona.
- Rayos gamma.
- Ebullición.
- Inmersión en formalina.

## Uso
Un ciclo completo de uso consiste en calentar el horno a la temperatura requerida, mantener esta temperatura durante el intervalo de tiempo adecuado, apagar la máquina y dejar el horno cerrado hasta que los objetos se enfríen y alcancen la temperatura ambiente. Los modos estándar de funcionamiento de un horno de aire caliente son:
- 1,5 a 2 horas a 160 °C (320 °F)
- 45 minutos a 1 hora minutos a 190 °C (374 °F)
- 30 minutos a 250 °C

A los tiempos anteriores hay que añadir el tiempo necesario para calentar la cámara antes de comenzar el ciclo de esterilización. Si la puerta se abre antes de tiempo, se escapa el calor y el proceso se queda incompleto. En ese caso, el ciclo debe ser repetido correctamente desde el principio.
Estos hornos son ampliamente utilizados para esterilizar artículos que pueden soportar altas temperaturas y no se queman ni degradan, como material de vidrio o de metal y sustancias estables en polvo. Se debe evitar introducir objetos de lino, pues se quemarían, ni objetos quirúrgicos punzantes o cortantes pues pierden su filo.